# Elise-Tilse-Park
Der Elise-Tilse-Park ist eine Grünanlage auf dem Gelände des ehemaligen Anhalter Bahnhofs im Berliner Ortsteil Kreuzberg des Bezirks Friedrichshain-Kreuzberg. Er wurde am 24. April 2012 nach der ehemaligen Kreuzberger Kunstamtsleiterin Elise Tilse (1910–2005) benannt.

## Entstehung
Der Park in seiner heutigen Erscheinung entstand in den Jahren 2006 und 2007 aus einer Brache unter der Projektleitung der Deutschen Bahn als Ausgleich für die Inanspruchnahme von Naturflächen zwischen den Bahnhöfen Westkreuz und Charlottenburg beim Bau der Schnellfahrstrecke Hannover–Berlin. Zunächst wurde die Anlage als Park auf dem Anhalter Bahnhof bezeichnet.

## Aufbau

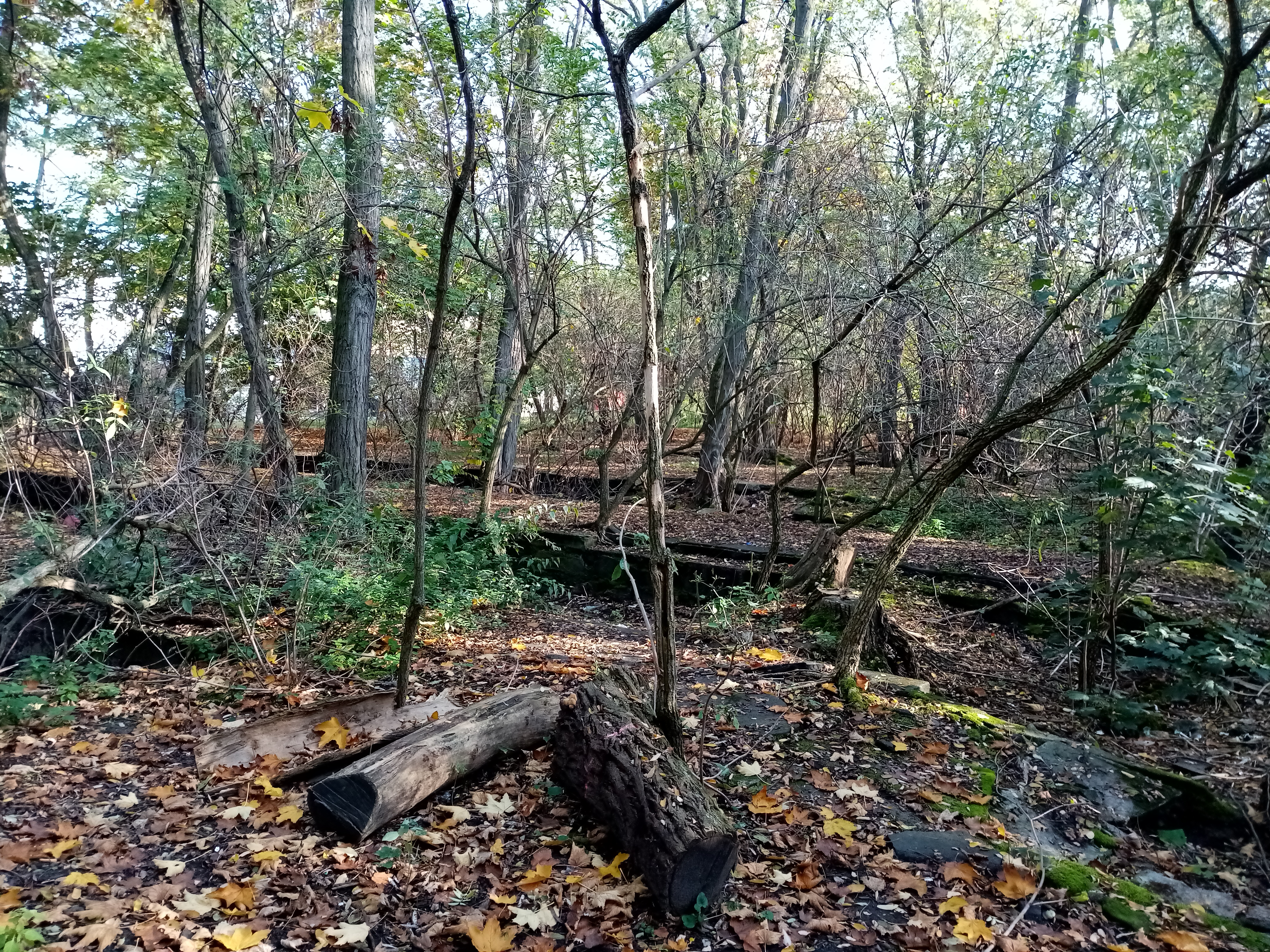
Blick auf die Bahnsteigruinen

Das rund 3,6 Hektar große Areal besteht aus einer Hoch- und einer Tiefebene.

### Hochebene
Im Zentrum des mittels fünf Treppen, einer Fahrradrampe und einer Zufahrtsstraße zugänglichen Bereichs in mehr als vier Meter Höhe sind die sieben Bahnsteige und Gleisanlagen des einstigen Bahnhofs inmitten von Wildwuchs und Schotter immer noch erkennbar und begehbar. Quer zu ihnen ist ein Bohlensteg angebracht worden. Das Gefüge wird von einem Rundweg mit Sitzbänken und weiteren Pfaden umgeben.
Im Norden endet der Park an der Rückseite des Tempodroms. Nur ein schmaler Arm westlich entlang des Gebäudes reicht hin bis zum S-Bahnhof Anhalter Bahnhof. 
Das südliche Ende der Anhöhe bietet einen Panoramablick auf die Tiefebene, das Hallesche Ufer am Landwehrkanal, das jenseitige Tempelhofer Ufer, die Hochbahn der Linie U1, die Neubaufassade des Deutschen Technikmuseums mit dem „Rosinenbomber“ sowie das Postbank-Hochhaus, das Amtsgericht Tempelhof-Kreuzberg, die Möckernbrücke und die Möckernstraße im Osten des Parks.
Der Anhalter Steg führt auf das Gelände des Technikmuseums.

### Tiefebene
Die zwei Viertelkreisflächen am südlichen Ende des Parks sind mit der Hochebene über trichterförmige Grasböschungen und drei Treppen verbunden. In dem größeren der beiden teils gepflasterten, teils mit Rasen und Blumenbeeten versehenen Bereiche stehen weitere Sitzbänke. Eine niedrige Mauer und ein hoher Dekorativzaun mit insgesamt fünf Ausgängen grenzen diese von der Straße ab.

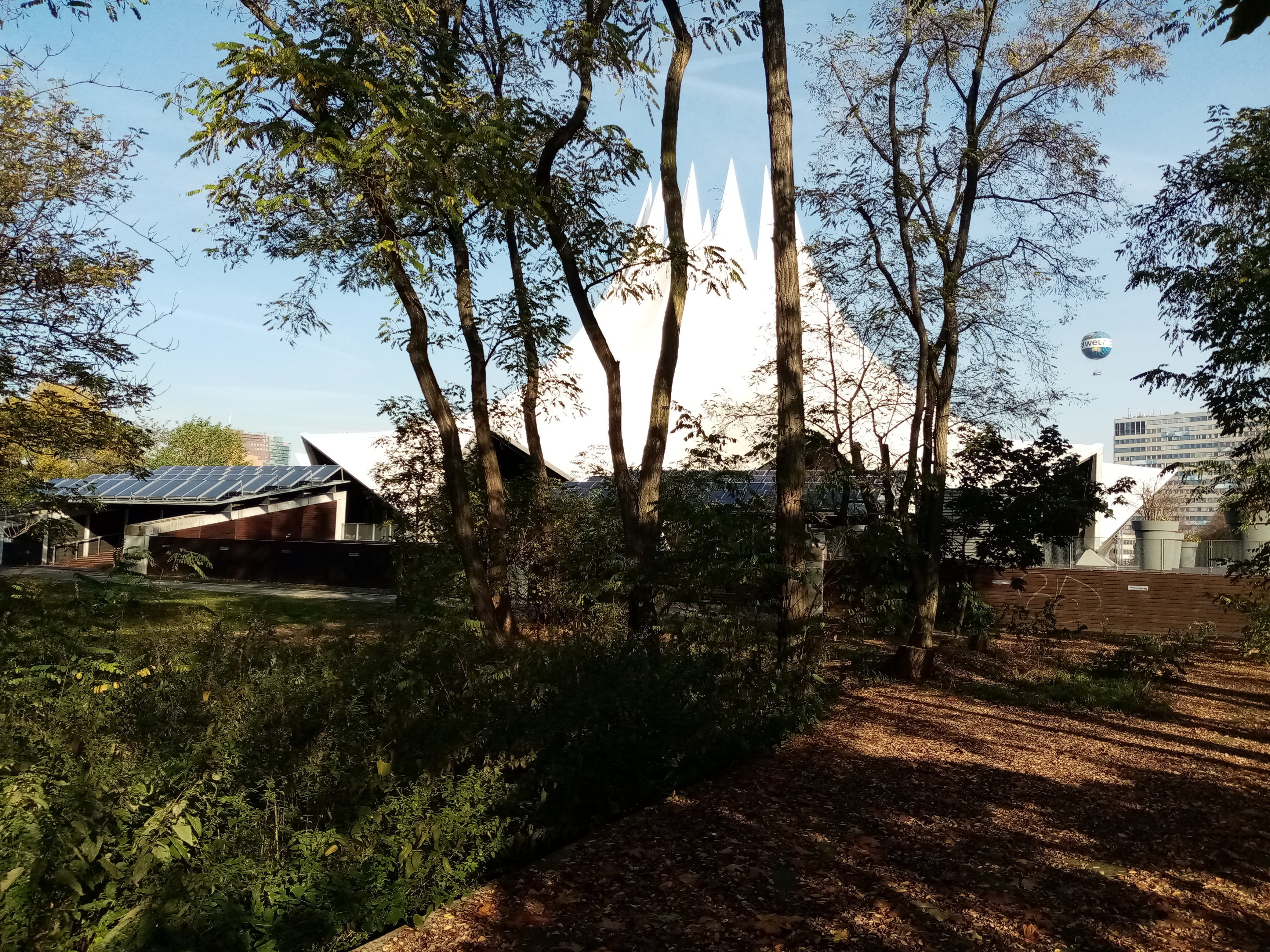
Rückseite des Tempodroms, links im Hintergrund: Hochhäuser am Potsdamer Platz, rechts in der Luft: der Welt-Ballon
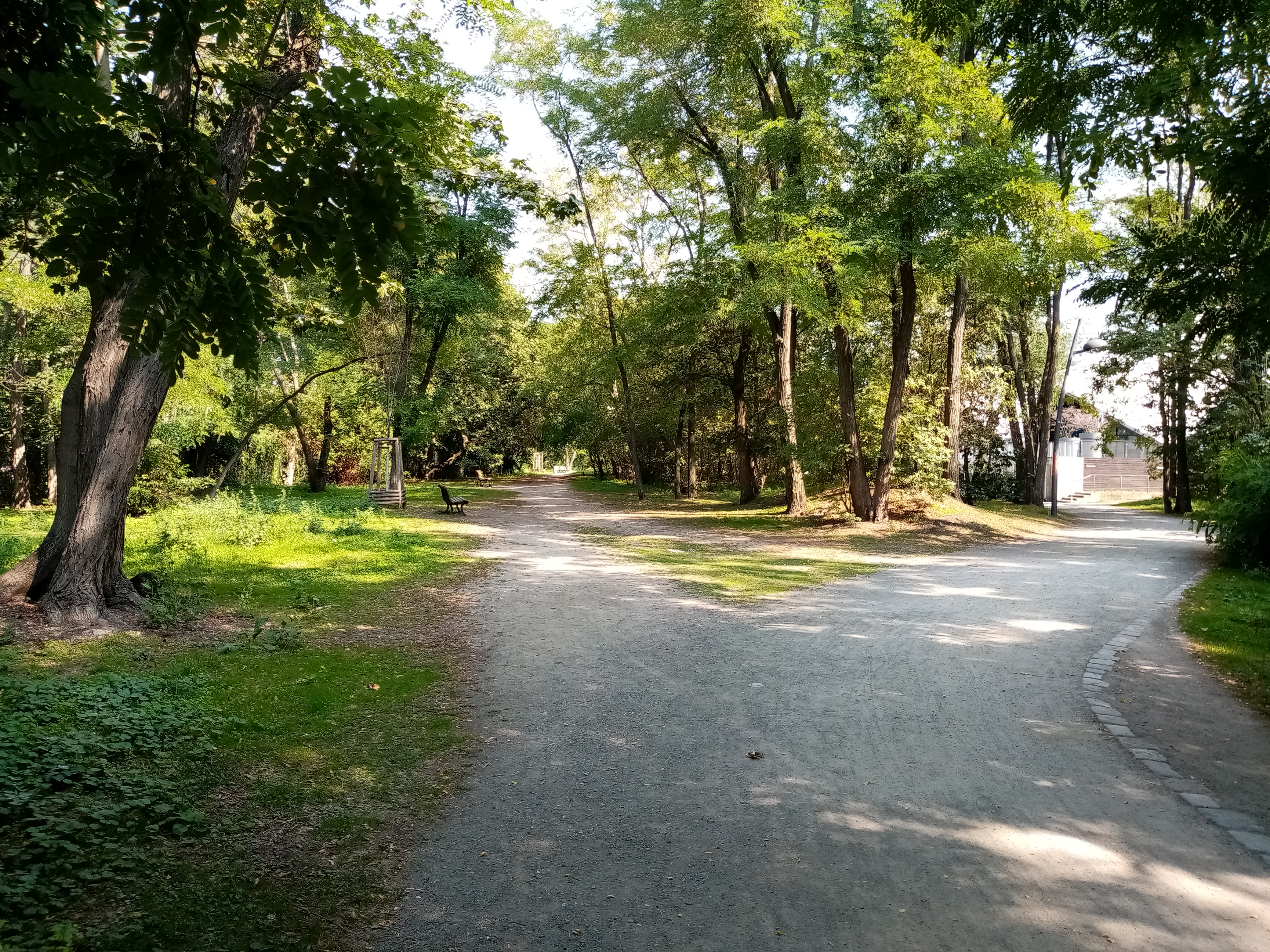
Links: Weg Richtung S-Bhf. Anhalter Bahnhof, rechts: Rückseite des Tempodrom-Gebäudes
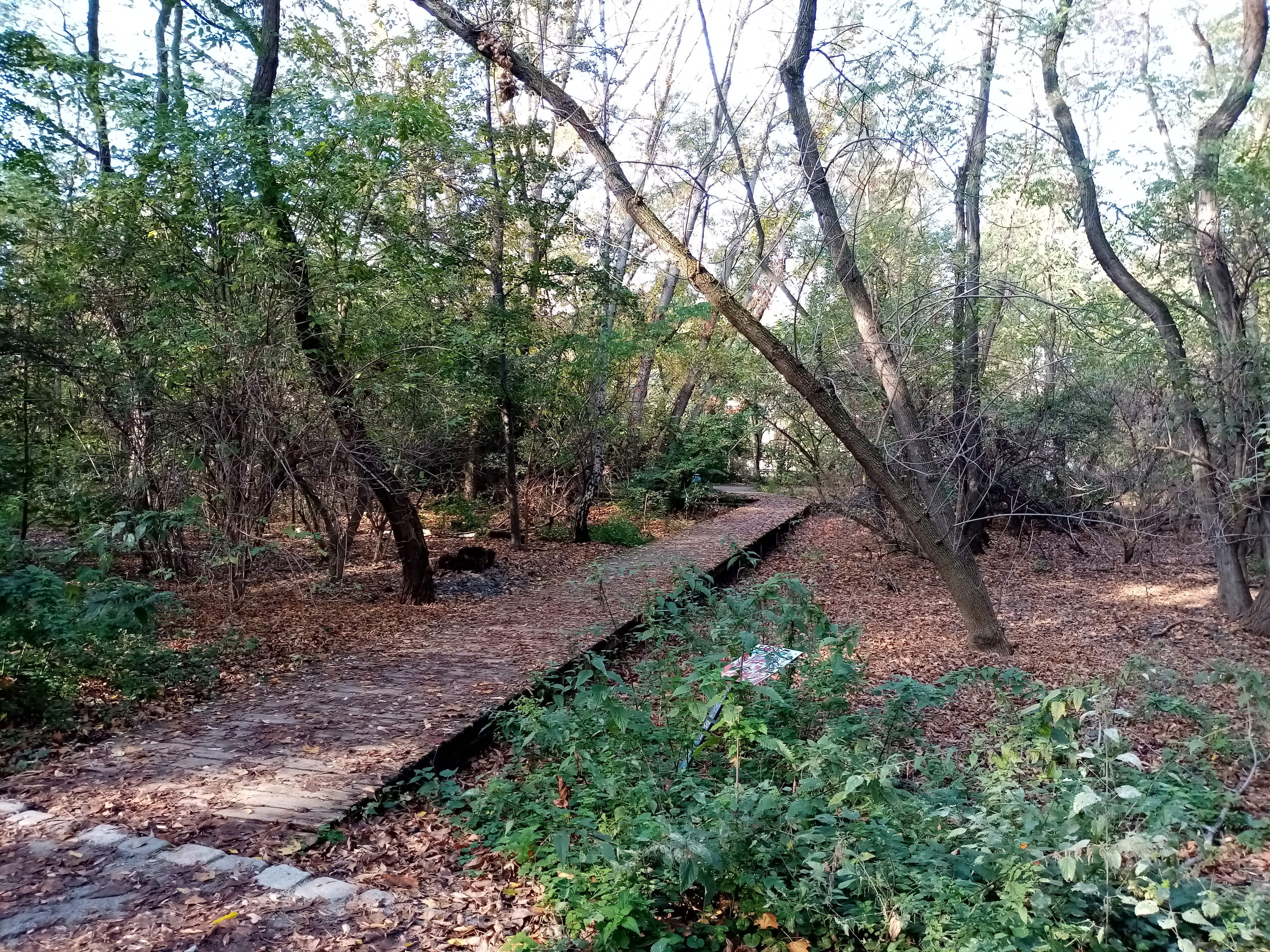
Bohlenweg quer durch das Gelände der ehemaligen Bahnsteige
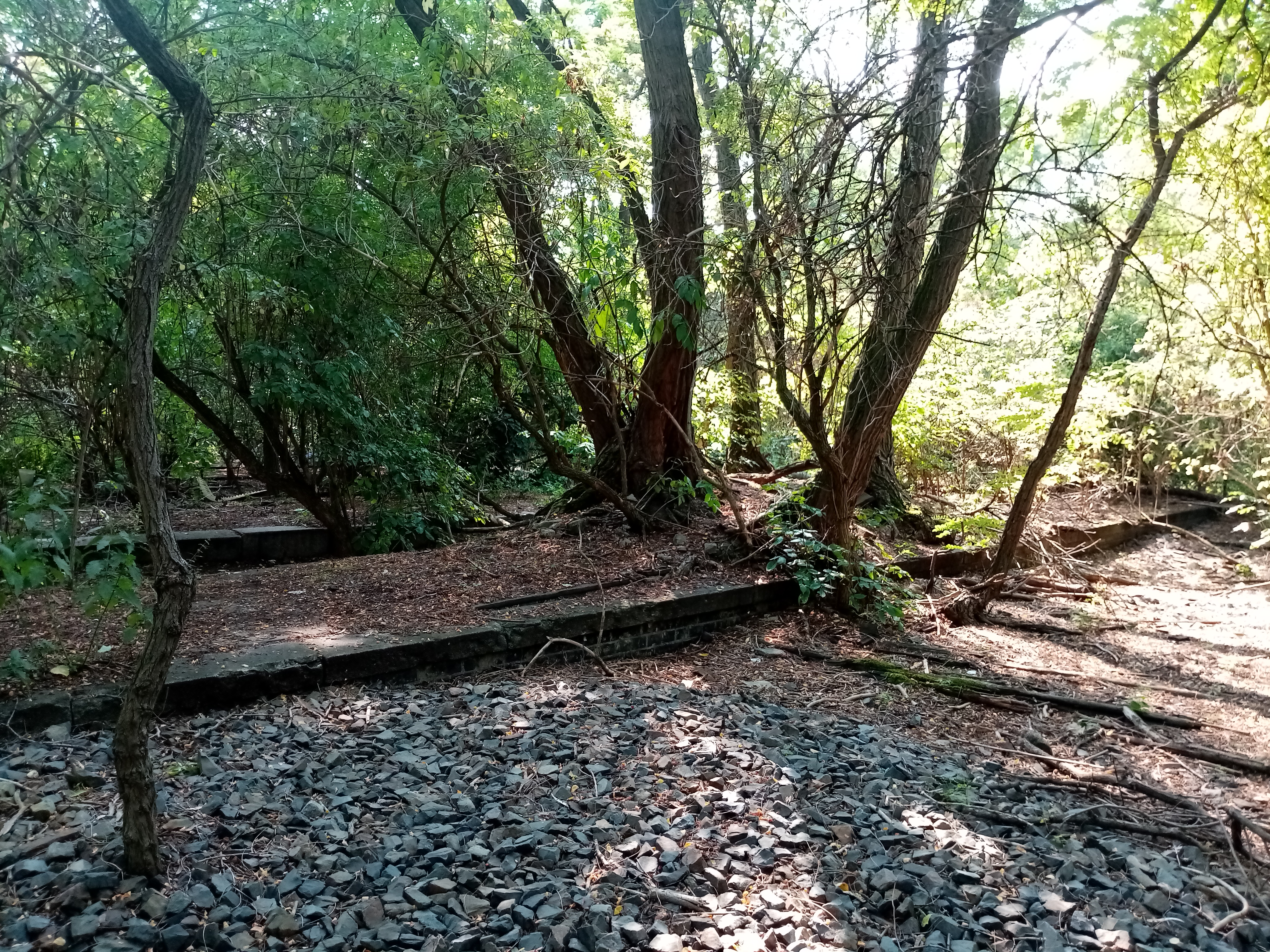
Bahnsteig, durch den Bäume wachsen
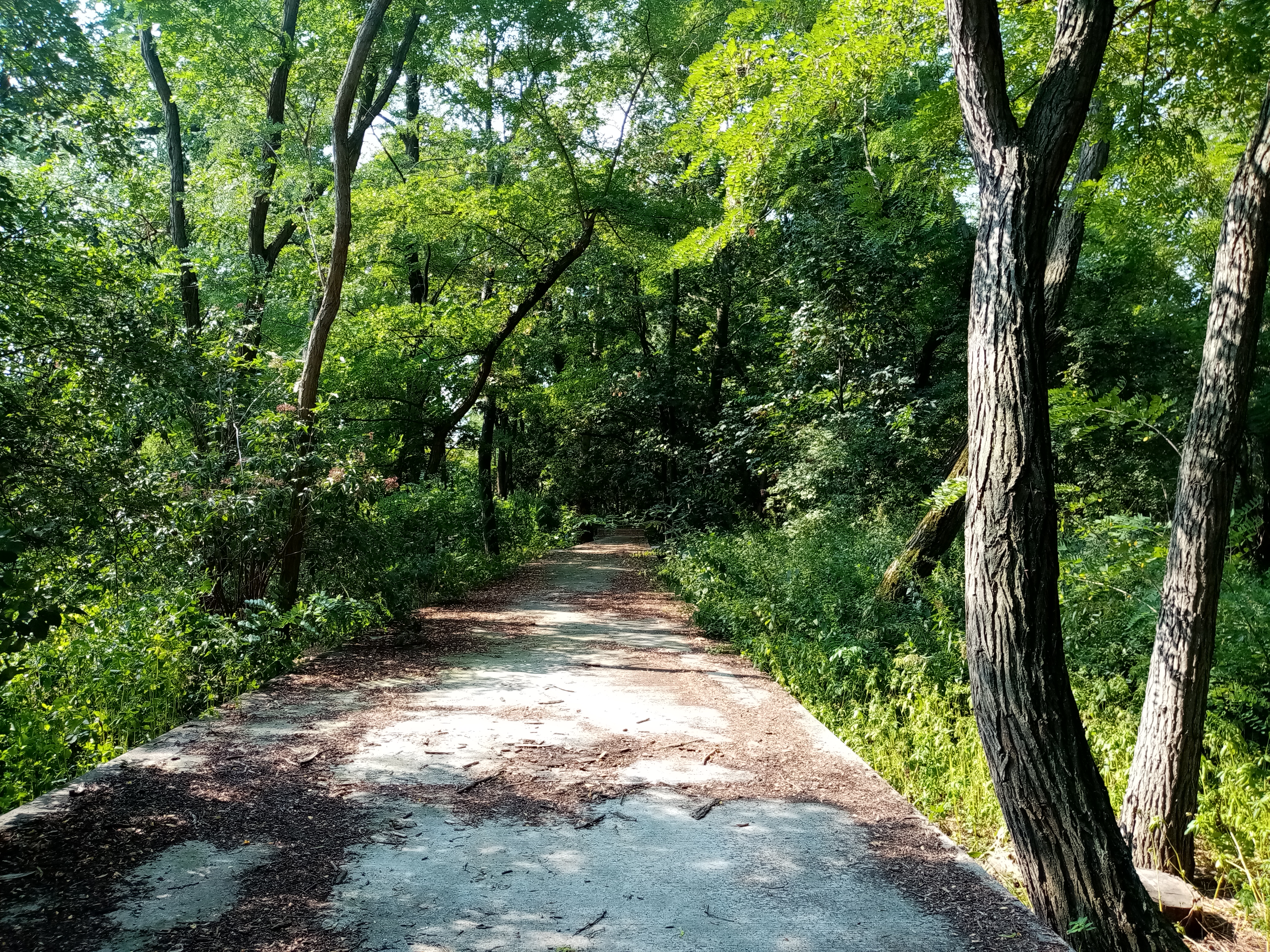
Vollständig restaurierter Bahnsteig entlang der Möckernstraße
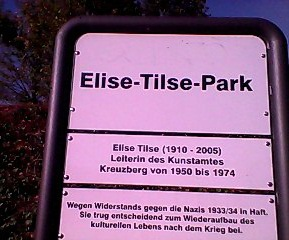
Parktafel
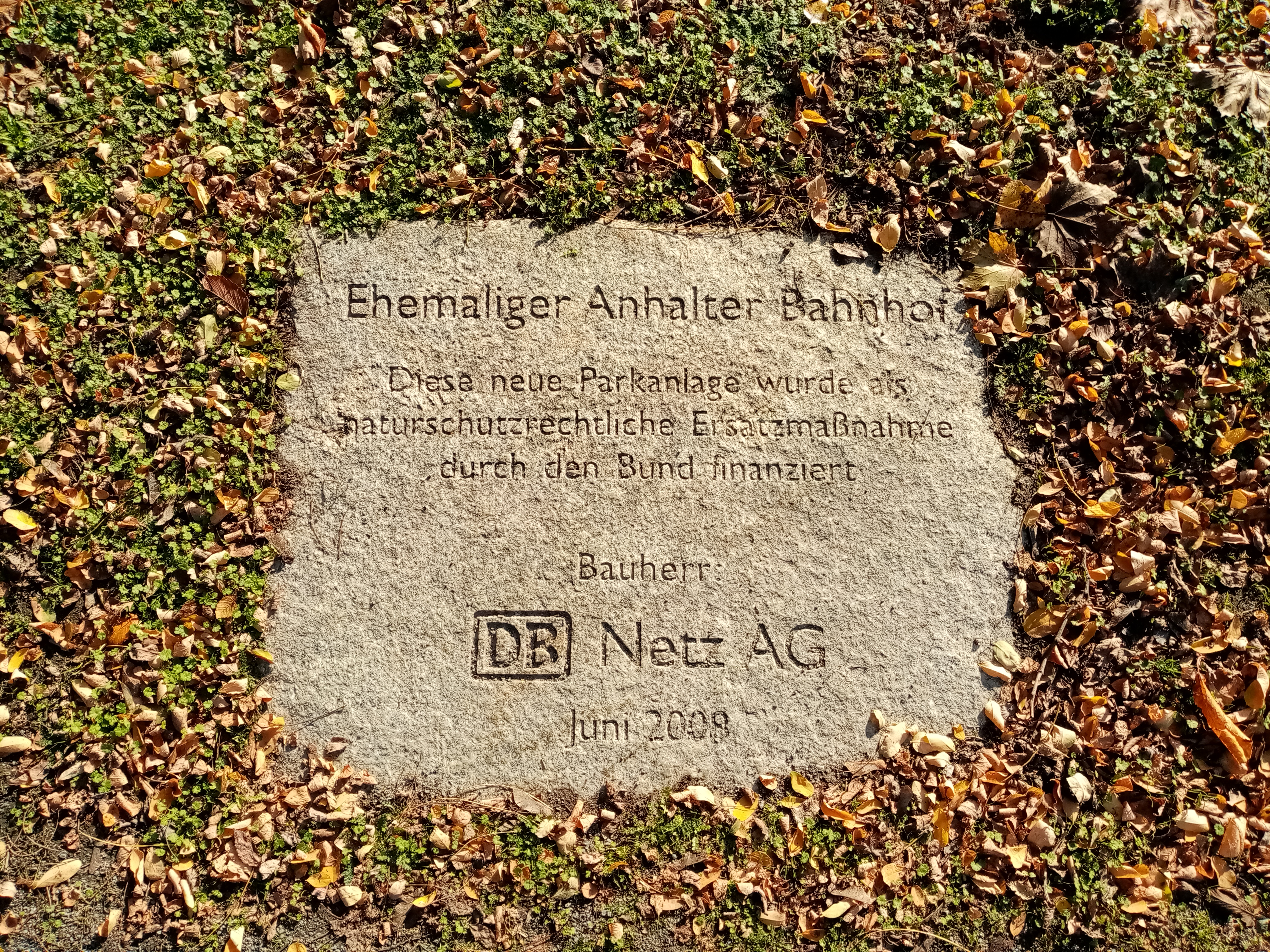
Steinerne Informationsplatte im Boden